# Mörttjärnen, Västergötland
Mörttjärnen är en sjö i Alingsås kommun i Västergötland och ingår i Göta älvs huvudavrinningsområde. Sjön är 9,4 meter djup, har en yta på 0,003 kvadratkilometer och befinner sig 135 meter över havet.